# 35ª Brigata fucilieri motorizzata delle guardie "Volgograd-Kiev"
La 35ª Brigata autonoma fucilieri motorizzata delle guardie "Volgograd-Kiev" (in russo 35-я отдельная гвардейская мотострелковая Волгоградско-Киевская бригада?, 35-ja otdel'naja gvardejskaja motostrelkovaja Volgogradsko-Kievskaja brigada, unità militare 41659) è un'unità di fanteria meccanizzata delle Forze terrestri russe, subordinata alla 41ª Armata combinata delle guardie del Distretto militare centrale e con base a Alejsk.

## Storia

### Origini
Le origini della brigata risalgono al celebre 5º Corpo corazzato delle guardie, che subito dopo la fine della seconda guerra mondiale venne trasformato in divisione corazzata, e nel 1957 nella 122ª Divisione fucilieri motorizzata delle guardie. Trasferita in Estremo Oriente, fra il 1989 e il 2001 fu temporaneamente riorganizzata come 122ª Divisione artiglieria mitragliera delle guardie. Il 1º giugno 2009 a partire dalla divisione è stata costituita l'attuale brigata, che quindi ha ereditato i titoli e le onorificenze del 5º Corpo corazzato delle guardie.
Nell'agosto del 2014 carri armati appartenenti alla brigata sono stati individuati operare nell'oblast' di Luhans'k in seguito allo scoppio della guerra del Donbass.

### Invasione russa dell'Ucraina
A partire dal 24 febbraio 2022 la brigata è stata impiegata durante l'invasione russa dell'Ucraina, dove ha preso parte all'assedio di Černihiv, città difesa principalmente dalla 1ª Brigata corazzata. Il 26 febbraio, durante i combattimenti, è stato ucciso in azione il vice capo di stato maggiore e responsabile delle comunicazioni della brigata, tenente colonnello Nikolaj Pirožkov. Lo stesso giorno è stato catturato dagli ucraini il comandante del battaglione corazzato della brigata, maggiore Leonid Ščetkin. A maggio l'ufficiale è stato accusato dalla procura ucraina di aver commesso crimini di guerra, avendo dato ordine all'artiglieria di sparare contro edifici residenziali di Černihiv. Nel corso della battaglia per la città la brigata ha subito gravissime perdite, in particolare nei reparti corazzati, già nella prima settimana di guerra. Sempre in questi scontri è stato ucciso in combattimento il capo di stato maggiore e vice comandante del battaglione lanciarazzi della brigata, maggiore Oleg Lisovskij.
Ritirata in Russia dopo il fallimento dell'offensiva su Kiev, a maggio è stata trasferita nell'Ucraina orientale, dove ha preso parte alla battaglia di Sjevjerodonec'k operando a nord del fiume Donec. L'8 maggio durante un assalto verso Sjevjerodonec'k è rimasto ucciso il comandante del 3º Battaglione della brigata, maggiore Ramis Zagretdinov. A settembre ha combattuto nell'area di Lyman, dove ha subito perdite in seguito alla controffensiva ucraina nella regione di Charkiv ed è stata ritirata verso est. In seguito alla mobilitazione parziale indetta in Russia ha integrato i battaglioni "Altaj" e "Kalašnikov", reclutati nel Territorio dell'Altaj. A dicembre ha preso parte a una serie di contrattacchi nel settore di Svatove, costituendo un BTG congiunto con la 55ª Brigata fucilieri motorizzata da montagna, venendo nuovamente respinta con perdite.
Nel corso del 2023 è rimasta schierata nei pressi di Kreminna. A novembre elementi della brigata hanno preso parte all'offensiva russa su Avdiïvka, attaccando la città da sud. Due battaglioni sono stati invece impiegati nel contenimento delle teste di ponte ucraine sulla riva sinistra del Dnepr, dove il 10 novembre due colonne del 1º Battaglione che doveva compiere una "manovra diversiva" nell'area di Hola Prystan' sarebbero state colpite dai sistemi HIMARS, con la perdita di 76 morti fra i soldati russi.
A partire da dicembre 2023 ha preso parte all'offensiva per la regione fortificata di Avdiïvka, venendo immessa in combattimento a sud della città e contribuendo al successo russo che ha infine costretto l'alto comando ucraino ad ordinare la ritirata generale delle truppe superstiti verso ovest abbandonando la città. I soldati della 35ª Brigata il 17 febbraio hanno quindi raggiunto e occupato la stazione ferroviaria principale di Avdiïvka, l'edificio dell'amministrazione cittadina e i grandi palazzi del 9º distretto della città. Per il suo comportamento in battaglia ad Avdiïvka ed i risultati raggiunti, la 35ª Brigata fucilieri motorizzata è stata tra le unità dell'esercito russo segnalate e ringraziate pubblicamente dal comandante in capo supremo, il presidente Vladimir Putin, con un messaggio indirizzato al comandante del Distretto militare centrale, generale Andrej Mordvičev. Nel corso di quattro mesi di combattimenti l'unità avrebbe subito perdite pari a oltre il 55% degli effettivi. Al fine di mantenere la capacità operativa ha integrato il personale mobilitato del 1438º Reggimento fucilieri motorizzato (unità militare 95379). Nonostante le presunte perdite riferite dalle fonti occidentali, nei giorni successivi alla caduta della città di Avdiïvka la brigata, insieme alla 55ª e alla 74ª Brigata fucilieri motorizzata, ha continuato la spinta offensiva verso ovest conquistando il 24 febbraio anche il villaggio di Lastočkyne, costringendo le truppe ucraine a ripiegare nuovamente. Alla fine di aprile è stata coinvolta nei combattimenti per la conquista di Očeretyne, venendo immessa nella breccia creatasi nelle difese ucraine dopo la rapida caduta dell'insediamento. Alla fine di maggio, insieme alla 27ª Divisione e alla 30ª, 55ª e 132ª Brigata fucilieri motorizzata, ha lanciato un importante assalto in direzione di Kalynove e Novooleksandrivka, a nord di Očeretyne, inizialmente senza ottenenere nessun guadagno territoriale.
Il 5 maggio 2024 il Ministero della difesa russo ha diffuso un comunicato del ministro Sergej Šojgu, nel quale si congratula con gli oltre 14.000 soldati che hanno servito nella 35ª Brigata e hanno ricevuto onorificenze statali; secondo alcune fonti occidentali questo dato confermerebbe l'elevatissimo tasso di perdite subite dall'unità nel corso del conflitto, in quanto la dimensione sulla carta di una brigata russa ammonta a circa 3000-4000 uomini.
Nei mesi successivi la brigata ha continuato a combattere in direzione di Pokrovs'k, avanzando lungo la strada T0511 fino a raggiungere il villaggio di Hrodivka a metà settembre insieme alla 74ª Brigata fucilieri motorizzata. A partire dalla fine di novembre è stata impiegata a nord di Selydove, avvicinandosi alla città di Pokrovs'k fino ad occupare il villaggio di Ševčenko il 12 dicembre 2024. Il 2 febbraio 2025 è stato ucciso in combattimento il capo di stato maggiore del battaglione ricognizione della brigata, capitano Nikita Zorkal'cev. Secondo documenti della 41ª Armata combinata ottenuti dall'intelligence ucraina, al 1º giugno 2025 la brigata avrebbe subito durante il conflitto perdite confermate pari a 1975 morti e 3163 dispersi. All'inizio di agosto 2025 la brigata ha raggiunto i sobborghi meridionali di Pokrovs'k, cercando di destabilizzare le difese della città.

## Struttura
- Comando di brigata[40]
- 1º Battaglione fucilieri motorizzato
- 2º Battaglione fucilieri motorizzato
- 3º Battaglione fucilieri motorizzato
- Battaglione corazzato (T-72BM)
- Gruppo artiglieria
  - Batteria controllo e ricognizione di artiglieria
  - 1º Battaglione artiglieria semovente (2S19 Msta-S)
  - 2º Battaglione artiglieria semovente (2S19 Msta-S)
  - Battaglione artiglieria lanciarazzi (BM-21 Grad)
  - Battaglione artiglieria controcarri (MT-12 Rapira e 9K114 Šturm)
- Gruppo difesa aerea
  - Plotone controllo e ricognizione radar
  - Battaglione missilistico contraereo delle guardie (Buk-M1)
  - Battaglione artiglieria missilistica contraerei (9K35 Strela-10, 2K22 Tunguska e 9K38 Igla)
- Battaglione genio
- Battaglione ricognizione
- Battaglione comunicazioni
- Battaglione manutenzione
- Battaglione logistico
- Compagnia comando
- Compagnia guerra elettronica
- Compagnia UAV
- Compagnia difesa NBC
- Compagnia cecchini
- Compagnia medica

## Comandanti
- Maggior generale Grigorij Tjurin (2011 - 2014)[41]
- Colonnello Andrej Šeluchin (2014 - 2015)
- Colonnello Oleg Kurygin (2020 - 2024)
- Colonnello Ruslan Mansurov (2024 - in carica)[42]